# Kručevići
Kručevići är en ort i Bosnien och Hercegovina.   Den ligger i entiteten Federationen Bosnien och Hercegovina, i den södra delen av landet, 90 km sydväst om huvudstaden Sarajevo. Kručevići ligger 210 meter över havet och antalet invånare är 163.
Terrängen runt Kručevići är varierad. Runt Kručevići är det ganska tätbefolkat, med 93 invånare per kvadratkilometer.. Närmaste större samhälle är Mostar, 18,6 km norr om Kručevići. 